# Định giá theo địa dư
Với những khách hàng ở các miền khác nhau trong nước, Công ty phải có thể sử dụng phương pháp ‘’’định giá theo địa dư’’’. Công ty nên định giá cao đối với khách hàng ở xa để trang trải chi phí vận chuyển cao hay nên tính cùng một giá cho khách hàng bất kể ở đâu. 

## Các loại định giá theo địa dư
Định giá theo địa dư gồm có:
1. Định giá FOB: Định giá FOB là định giá hàng hoá với điều kiện hàng hoá được giao lên sàn của phương tiện vận chuyển. Sau đó khách hàng chịu chi phí vận chuyển tiếp đến điểm đến. Có người cho rằng đây là cách công bằng nhất để phân chia chi phí vận chuyển. Tuy nhiên công ty sẽ khó thu hút được các khách hàng ở xa, khi ở đó các đối thủ cạnh tranh có thể cung cấp cho các sản phẩm tương tự có giá bán bằng hoặc cao hơn công ty một chút nhưng khách hàng không chịu chi phí vận chuyển lớn.
2. Định giá đồng vận phí: Ở đây công ty đề ra mức giá bán như nhau đối với mọi khách hàng bất kể họ ở đâu. Lối định giá này tương đối dễ quản lý và cho phép công ty duy trì được mức giá đã được quảng cáo khắp nước.
3. Định giá theo vùng: Đây là sự trung hòa giữa định giá FOB và định giá đồng vận phí. Mọi khách hàng trong vùng đều mua với một mức giá như nhau tuy nhiên ở những vùng giáp ranh sẽ có chênh lệch về giá mặc dù khách hàng ở rất gần nhau.
4. Định giá miễn thu vận phí: Nhà kinh doanh nào quan tâm đến các khách hàng nhiều hơn nhằm cạnh tranh, họ có thể chịu toàn bộ phí tổn vận chuyển để thu hút khách. Người ta lập luận rằng: Nếu bán được nhiều hơn, phí tổn bình quân sẽ hạ xuống và bù lại được phần vận phí phải gánh thêm ấy.

Lối định giá này dùng để xâm nhập thị trường và cũng để đứng trụ được trong những thị trường ngày càng cạnh tranh nhiều hơn.